# Bahnstrecke Grafing–Glonn
| |                                |                         |                         |
| Kursbuchstrecke (DB): | 428c (1963), 428d (1946, 1944) |                         |                         |
| Streckenlänge: | 10,62 km                       |                         |                         |
| Spurweite: | 1435 mm (Normalspur)           |                         |                         |
| |                                |                         |                         |
| \| \| \| von München Hbf \| \| \| \| 0,00 \| Grafing Bahnhof \| Grafing Bahnhof \| \| \| \| nach Wasserburg \| \| \| \| \| nach Rosenheim \| \| \| \| 1,70 \| Taglaching \| Taglaching \| \| \| 5,23 \| Moosach (b Grafing) \| Moosach (b Grafing) \| \| \| \| Moosach \| \| \| \| \| Doblbach \| \| \| \| 9,04 \| Zinneberg (Bedarfshalt) \| Zinneberg (Bedarfshalt) \| \| \| \| Glonn \| \| \| \| 10,62 \| Glonn \| Glonn \| \| \| \| \| \| \| Quellen: [1] \| \| \| \| |                                |                         |                         |
| Strecke |                                | von München Hbf         | von München Hbf         |
| Bahnhof | 0,00                           | Grafing Bahnhof         | Grafing Bahnhof         |
| Abzweig geradeaus und nach links |                                | nach Wasserburg         | nach Wasserburg         |
| Abzweig ehemals geradeaus und nach links |                                | nach Rosenheim          | nach Rosenheim          |
| Haltepunkt / Haltestelle (Strecke außer Betrieb) | 1,70                           | Taglaching              | Taglaching              |
| Bahnhof (Strecke außer Betrieb) | 5,23                           | Moosach (b Grafing)     | Moosach (b Grafing)     |
| Brücke über Wasserlauf (Strecke außer Betrieb) |                                | Moosach                 | Moosach                 |
| Brücke über Wasserlauf (Strecke außer Betrieb) |                                | Doblbach                | Doblbach                |
| Haltepunkt / Haltestelle (Strecke außer Betrieb) | 9,04                           | Zinneberg (Bedarfshalt) | Zinneberg (Bedarfshalt) |
| Brücke über Wasserlauf (Strecke außer Betrieb) |                                | Glonn                   | Glonn                   |
| Kopfbahnhof Streckenende (Strecke außer Betrieb) | 10,62                          | Glonn                   | Glonn                   |
| |                                |                         |                         |
| Quellen: |                                |                         |                         |

Die Bahnstrecke Grafing–Glonn war eine 10,6 Kilometer lange Nebenbahn im Landkreis Ebersberg in Oberbayern. Die Stichbahn zweigte in Grafing Bahnhof von der Bahnstrecke München–Rosenheim ab und führte über Moosach nach Glonn. Die Strecke wurde 1894 als Lokalbahn eröffnet und 1971 stillgelegt.

## Geschichte

### Planung und Bau
Bereits 1840 gab es Pläne, die Bayerische Maximiliansbahn von München nach Salzburg über Glonn zu führen. 1850 wurde jedoch entschieden, die Strecke stattdessen über Holzkirchen und das Mangfalltal zu führen, um die Kohlereviere in Miesbach besser anzubinden. Auch die am 15. Oktober 1871 eröffnete Bahnstrecke von München über Grafing nach Rosenheim bediente Glonn nicht.

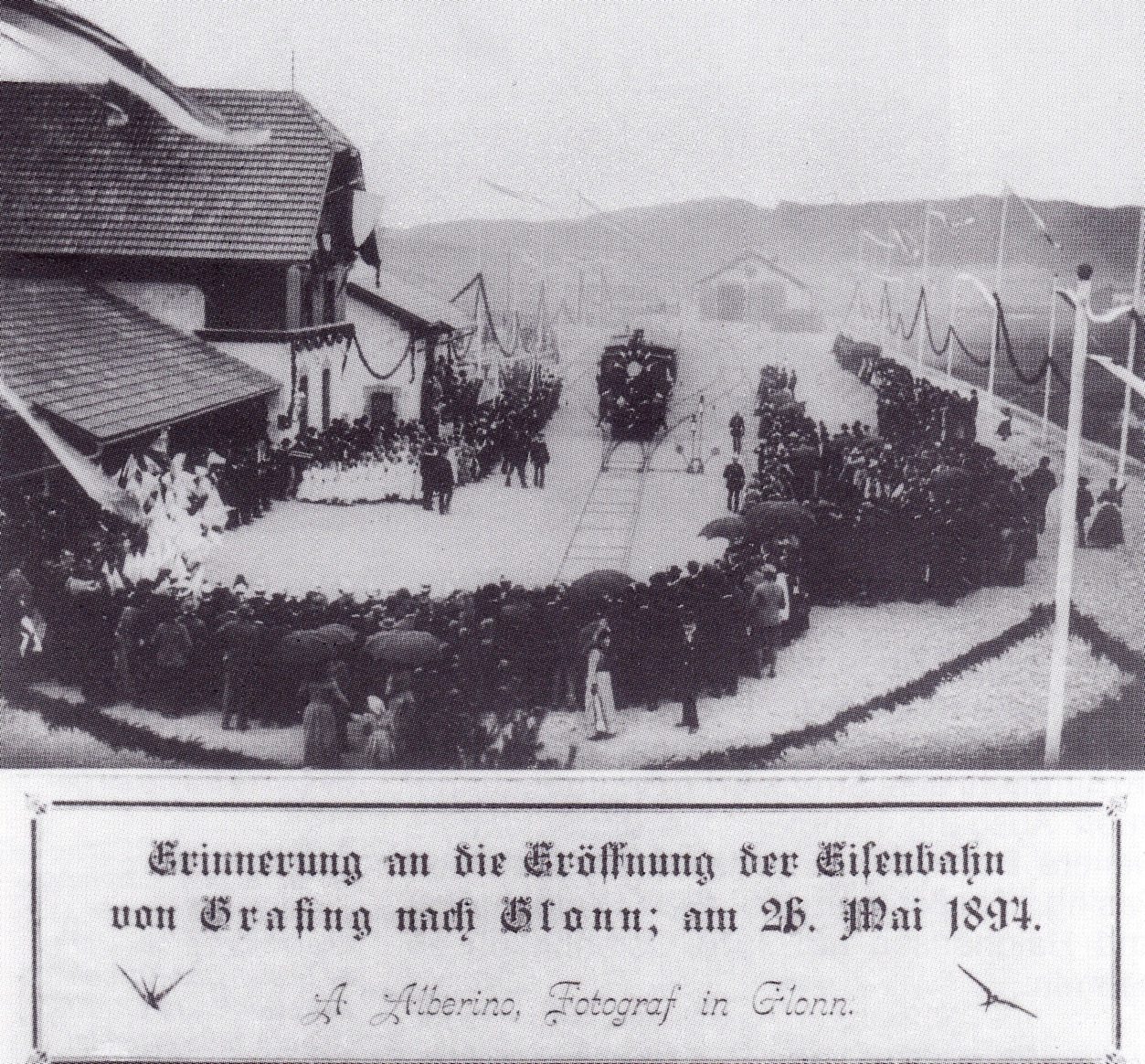
Feierliche Eröffnung des Bahnhofs Glonn am 26. Mai 1894

Am 28. April 1891 wurde im Gasthaus zur Post in Glonn ein Eisenbahnkomitee unter dem Vorsitz des Landtagsabgeordneten Wolfgang Wagner gegründet, das sich für einen Bahnanschluss für Glonn und andere Gemeinden einsetzte. Die Planung der Bahnstrecke wurde vom zuständigen Staatsministerium im Juni 1891 genehmigt. Das Eisenbahnkomitee beauftragte die Localbahn-Aktiengesellschaft, ein generelles Projekt vorzulegen. Diese Planungen wurden jedoch im Dezember gleichen Jahres überarbeitet, da erst zu diesem Zeitpunkt feststand, dass die Strecke als staatliche Lokalbahn gebaut werden sollte. Für die Zusicherung der für den Bau benötigten Grundstücke waren die betroffenen Gemeinden zuständig. Der Bau der Strecke begann am 2. August 1893 und wurde mit rund 270, für das Verlegen des Oberbaus sogar 370 Bauarbeitern, durchgeführt. Der Unterbau wurde mit Kies aus den Kiesgruben in der Umgebung und aus den Bahneinschnitten gebaut. Insgesamt kosteten Planung und Bau 577.400 Mark, davon waren 27.500 Mark als Reserve eingeplant.
Am 26. Mai 1894 um 12 Uhr rollte der erste Zug in Glonn ein und die Strecke wurde in Betrieb genommen. Der Tag der Eröffnung wurde in Glonn amtlich zum „allgemeinen Feiertag“ ernannt. Den regulären Betrieb nahmen die Königlich Bayerischen Staatseisenbahnen einen Tag nach der Eröffnung auf. Die Ausbreitung der Nonnenraupen konnte jedoch eingedämmt werden, sodass die Strecke nicht mehr für die Holzabfuhr benötigt wurde.

### Betrieb
Der Bahnstrecke wurden zu Beginn zwei Tenderlokomotiven, vier Personen- und drei Gepäckwagen zugeteilt, 1902 wurde die Reservelokomotive jedoch gestrichen. Um 1906 wurden versuchsweise Dampfmotorwagen eingesetzt, um 1913 wurden Lokomotiven der Gattungen D XI und PtL 2/2 eingesetzt, später auch die Gattung Pt 2/3. Um 1955 wurden diese dann langsam von den Schienenbussen VT 98 abgelöst. Ab dem 30. Mai 1964 fuhren keine Güterzüge mit Personenbeförderung mehr.
In der Anfangszeit der Bahnlinie entwickelte sich der Personenverkehr der Königlich Bayerischen Staatsbahnen positiv, während das Güteraufkommen konstant blieb. Die Strecke war – so wie die fast staatlichen Lokalbahnen (die privaten Lokalbahngesellschaften hatten sich lukrativere Strecken ausgesucht und waren weniger verlustreich) – von Anfang an betriebswirtschaftlich defizitär. Die bayerische Staatseisenbahn rechnete sich die Finanzlage mit einer einfachen Einnahmen/Ausgaben-Rechnung schön und ermittelte für diese Strecke regelmäßig eine Kapitalverzinsung von unter 1 Prozent. Dabei blieben aber einerseits Rückstellungen für die Erneuerung bzw. Abschreibungen für den Werteverzehr außer Betracht, andererseits musste das am Kapitalmarkt aufgenommene Kapital mit 4 Prozent (Stand 1912) verzinst werden.
Im Güterverkehr dominierte die Holz- und später der Steintransport aus/nach Moosach bei Grafing. Allerdings kamen in den 1930er Jahren erste Stilllegungsgerüchte auf. Während des Zweiten Weltkrieges erlitt die Bahn keine größeren Schäden. Nach dem Krieg verkehrten wieder drei Zugpaare auf der Strecke. Das Zugangebot verbesserte sich von Jahr zu Jahr, 1953 waren 10 Zugpaare im Fahrplan vorgesehen, in diesen Jahren wurden die Dampfloks abgelöst. 1963 waren es werktags zehn und sonntags acht Zugpaare, es kamen Schienenbusse zum Einsatz.
Die Deutsche Bundesbahn plante jedoch die Einstellung des Betriebes zwischen Glonn und Grafing. Die Einwohner von Glonn setzten sich für die Bahnstrecke ein und konnten die Stilllegung zunächst verhindern.

### Stilllegung

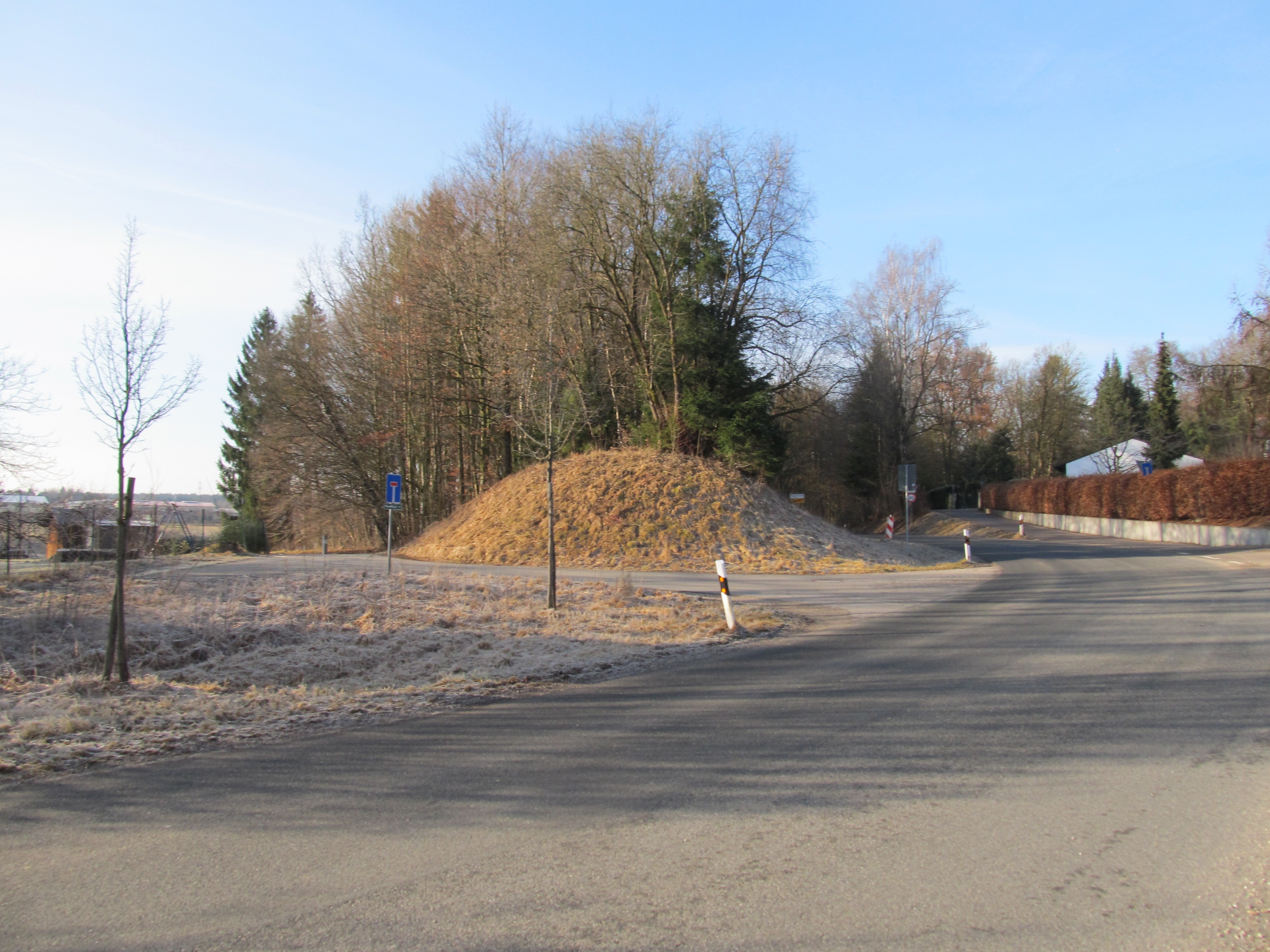
Ehemaliger Bahndamm an der St 2351 südl. von Grafing-Bahnhof

1958 gab es einen Fahrgastrückgang von 1200 auf 600 Reisende pro Tag. Um 1965 waren die Züge durchschnittlich mit 30 Reisenden besetzt, nur 25 % der Kosten wurden gedeckt, der Individualverkehr nahm zu und eine komplette Sanierung des Oberbaus war nötig. Hinzu kam, dass eine Buslinie von Grafing nach Glonn eingerichtet wurde. Daher beantragte die Deutsche Bundesbahn 1966 die Stilllegung der Strecke, der im März 1969 zugestimmt wurde. Am 31. Mai 1970 stellte die Deutsche Bundesbahn den Personenverkehr ein, am 23. Mai 1971 folgte der Güterverkehr. Noch im Mai und Juni desselben Jahres wurde die Bahnstrecke abgebaut.

## Betriebsstellen

### Grafing Bahnhof
Als der Bau der Stichstrecke nach Glonn begonnen wurde, wurden die zwei neuen Gleise 5 und 6 samt Zwischenbahnsteig errichtet. Der bereits vorhandene Bahnsteig zwischen Gleis 4 und Gleis 5 konnte mittels der Unterführung erreicht werden, der Zwischenbahnsteig zwischen Gleis 5 und Gleis 6 wurde nur durch Überqueren eines Übergangs auf dem Gleis erreicht. Kurz nach dem Abbau der Strecke wurde der Zwischenbahnsteig im Zuge des Abbaus der Strecke abgetragen. Das Gleis 6, an dem die Züge von und nach Glonn hielten, wird heute als Ausweichgleis genutzt.
In Grafing Bahnhof zweigt außerdem die Nebenbahn nach Wasserburg von der Hauptbahn München–Rosenheim ab.

### Taglaching
Der Haltepunkt Taglaching lag östlich der Waldstraße von Taglaching nach Aßling, direkt an der Ortschaft, und hatte ein Bahnsteiggleis. Er war, im Gegensatz zum Haltepunkt Zinneberg, kein Bedarfshalt. Außerdem verlud die Milchverwertungsgenossenschaft Taglaching und Umgebung eGmbH mit ihrer hier gegründeten Milchsammelstelle bis 1952 Milch in die Personenzüge direkt auf dem Hauptgleis. Das Ladehaus ist samt Bahnsteigkante noch erhalten.

### Moosach (b Grafing)

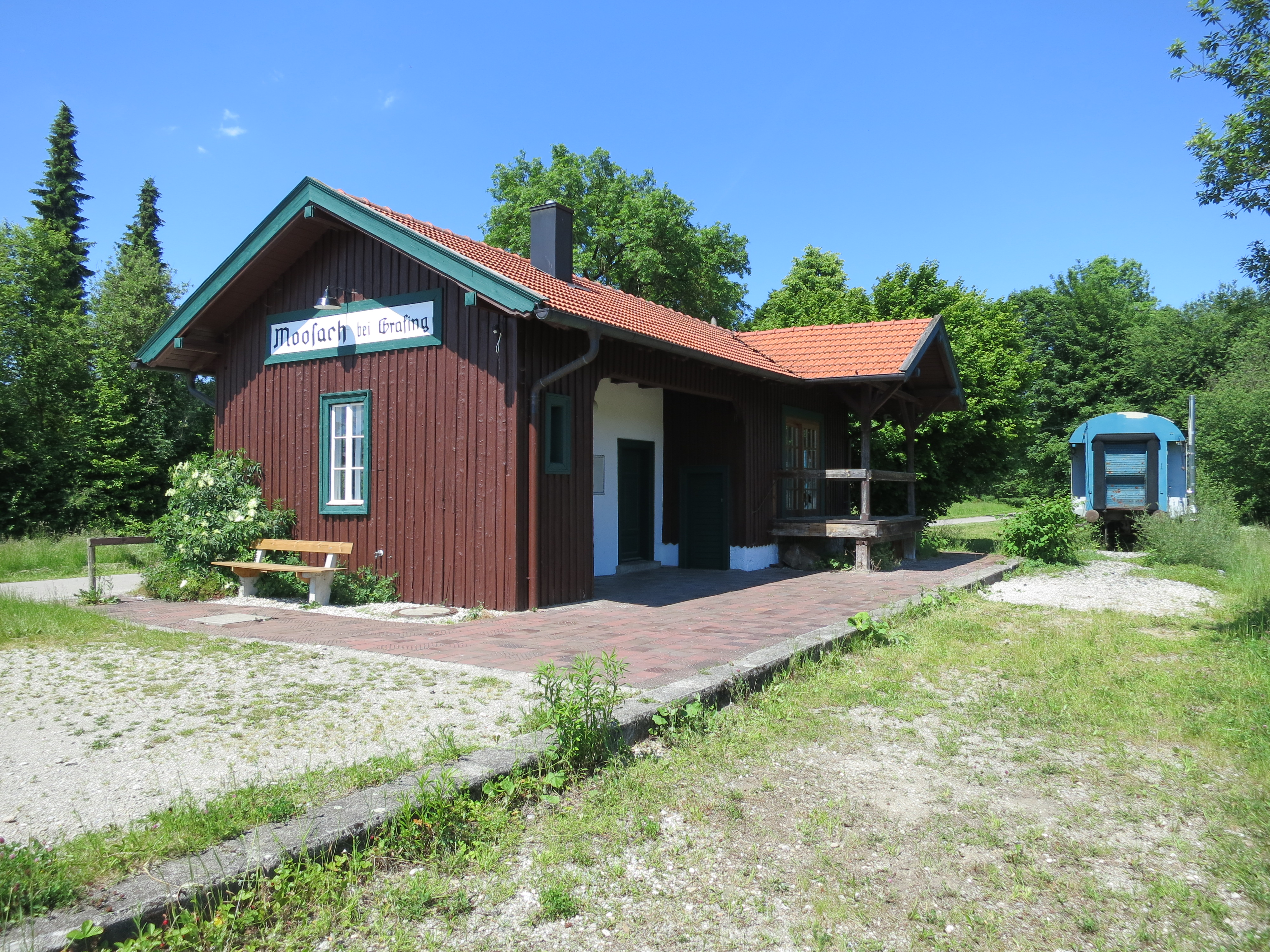
Denkmalgeschütztes Empfangsgebäude in Moosach

Der Bahnhof Moosach (b Grafing) wurde mit einem Ausweich- und einem Stumpfgleis, einer Gleiswaage und einer Seitenrampe gebaut. Er liegt an der Bahnhofstraße in Moosach, 500 Meter östlich des Ortszentrums. Später kam ein Gleisanschluss für das Sägewerk in Guterstätt hinzu. Das Bahnhofsgebäude, das heute noch steht, war mit einem Dienst- und einem Warteraum ausgestattet, an das Gebäude war ein Güterschuppen angebaut.
Heute befindet sich hier, neben der Bahnsteigkante, ein Denkmal, das aus einem Stück Gleis mit einem ehemaligen Personenwagen und dem alten Bahnhofsgebäude besteht.

### Zinneberg
An Kilometer 9,0 befand sich der Haltepunkt und Bedarfshalt Adling. Er wurde am 1. Mai 1898 in Zinneberg-Adling umbenannt, 1923 wieder geschlossen, um im August 1927 wieder als Zinneberg eröffnet zu werden. Er lag nah an der Straße von Grafing über Bruck nach Glonn im Abschnitt zwischen Westerndorf und Glonn, unterhalb des Schlosses Zinneberg. Er hatte ein Bahnsteiggleis, bis 1912 wurde zudem ein Gleisanschluss gebaut.

### Glonn
Endpunkt der Strecke ist der Bahnhof Glonn bei Kilometer 10,6. Er hatte drei Bahnhofsgleise, zwei Lokschuppengleise, ein Freilade- und ein Güterhallengleis. Bis zum 22. Mai 1954 befand sich im Bahnhof Glonn eine Bw-Außenstelle, die Schienenfahrzeuge wurden in die Bw-Außenstelle Wasserburg (Inn) Stadt und das Bw Rosenheim umbeheimatet. Das Gleis 1 lag als Freiladegleis an einer Ladestraße und war mit einer Gleiswaage mit Lademaß ausgestattet. Das Gleis 2 war das durchgehende Hauptgleis, ebenfalls war es das Bahnsteiggleis. An Gleis 3 befand sich eine Seitenrampe zum Ein- und Ausladen von Gütern. Am Gleis 4 lag der Lagerschuppen und ebenfalls der Lokschuppen, vor ihm fand die Bekohlung der Dampfloks statt.
Das Empfangsgebäude beherbergte einen Dienstraum und zwei Wohnungen (1327 m3); im Anbau gab es einen Warteraum, eine offene Wartehalle, eine Waschküche und öffentliche Toiletten.
Der denkmalgeschützte ehemalige Lokschuppen ist erhalten und dient heute als Wohnhaus. Am Bahnhofplatz in Glonn und an zwei weiteren Stellen informieren Schautafeln über die frühere Eisenbahnstrecke.

## Unfälle
Beim Bau wurde ein junger Arbeiter zerquetscht und starb.
Zwischen Zinneberg und Moosach entgleiste am 17. März 1932 der erste Frühzug von Glonn nach Grafing Bahnhof aus ungeklärter Ursache. Die Tenderlokomotive 70 001 rutschte dabei den Bahndamm herunter. Durch eine Verkeilung der Personenwagen und des Stückgutwagens wurde ein weiterer Absturz verhindert. Nennenswerte Personenschäden gab es nicht, allerdings war der Sachschaden beträchtlich.
Am 20. August 1969 um 06:50 Uhr stießen zwischen Moosach und Grafing an einem Bahnübergang nahe Gutterstätt eine Schienenbusgarnitur und eine landwirtschaftliche Zugmaschine zusammen. Der Steuerwagen 998 867 entgleiste, wurde aber nur leicht beschädigt. Am Traktor entstand Totalschaden, der steuernde Landwirt kam ums Leben.